# Ignacio Vargas
Ignacio Vargas Tavera (Charalá, 1786-Bogotá, 19 de junio de 1816) fue un político neogranadino. 

## Biografía
Hijo de Ignacio Vargas Uribe e Inés Tavera Uribe. 
Fue popularmente conocido como El Mocho Vargas al parecer por haber asistido a una fiesta de salón con un zapato roto o por faltarle el dedo de una mano. El sobrenombre lo heredaron sus hijos José y Dolores, popularizándose en la Bogotá del siglo XIX el dicho ni por la mocha, haciendo alusión a no querer adelantar una acción así el premio fuera acceder a los encantos de esta mujer reconocida como la más hermosa de la ciudad.
Vargas fue integrante del primer Colegio Electoral de Cundinamarca, por lo que su firma quedó consignada en el Acta de Independencia de Colombia. El 6 de julio de 1815 fue elegido teniente de gobernador del Estado Libre de Cundinamarca. Fue llamado a residir la Junta de vigilancia que procesó a los implicados en la conspiración contra el gobierno develada el 23 de septiembre. En medio de dicho proceso falleció su esposa, Ignacia París Ricaurte con el hijo que estaba dando a luz. Por enfermedad del gobernador José María García Hevia, Vargas fue elegido nuevo mandatario de la Provincia el 3 de enero de 1816. El 4 de febrero dirigió el acto de plantación de un cerezo como árbol de la libertad y expuso un discurso largo y tedioso en el que aplaudió la libertad y ofreció su vida si llegare a cambiar de opinión.

## Prisión y Muerte
Mientras que las sucesivas derrotas patriotas llevaron al gobernador García Hevia a renunciar, en la ciudad se conoció que Vargas había recibido una carta del comandante realista Sebastián de la Calzada donde le agradecía la vinculación que le había hecho a su hermano en la Administración de Aguardientes, situación que indignó a la sociedad y la angustió porque vieron la conducta de Vargas como una señal de la inminente llegada del gobierno realista. Aunque se esperaba que a los responsables de publicar pasquines contra Vargas los iban a apresar por atacar al gobierno, el que pagó por hallársele correspondencia de Calzada fue a El Mocho, quien fue conducido a prisión el 18 de marzo, y en su reemplazo fue elegido Estanislao Vergara Sanz de Santamaría.
Con la entrada del general español Pablo Morillo, Vargas no recobró la libertad. Por el contrario, fue de los primeros ciudadanos que fue condenado a muerte, siendo fusilado el 19 de junio de 1816 en compañía de José María Carbonell, José Ramón de Leyva y el Capitán José de la Cruz Contreras. Su cuerpo fue sepultado en la iglesia de la Veracruz (Bogotá).

## Familia
Vargas Tavera había contraído primeras nupcias en 1799 con María Ignacia Angélica París Ricaurte, con quien tuvo por hijos al coronel José Ignacio Vargas París, a María Teresa y Dolores Vargas París, primeras damas de la Nación como esposas de los expresidentes Rafael Urdaneta y José María Melo.
Luego del fallecimiento de su esposa en 1815, el mocho contrajo segundas nupcias el 17 de febrero de 1816 con Tomasa Trespalacios Bustamante, unión que despertó muchas críticas contra el teniente de gobernador, pues no se entendía cómo su manifiesto patriotismo le permitía casarse con la hija de un español que era opositor abierto a la independencia y que añoraba el gobierno del Rey.